# أصوات عربية .. ما تقوله لنا، ولماذا هو مهم
أصوات عربية.. ما تقوله لنا، ولماذا هو مهم (بالإنجليزية: Arab Voices: What They Are Saying to Us, and Why it Matters) كتاب للأمريكي من أصل لبناني جيمس زغبي، وهو مؤسس ومدير المعهد العربي الأمريكي. صدر الكتاب بالإنجليزية في عام 2010 في 256 صفحة، وصدرت الترجمة العربية في 2012 عن هيئة أبوظبي للسياحة والثقافة - مشروع كلمة، في 342 صفحة وقام بالترجمة عبلة عودة وسري خريس.

Arab Voices: What They Are Saying to Us, and Why it Matters 2012

يبرز الكتاب أهم النتائج المتعلقة باستطلاع شامل للرأي جديدٍ من نوعه، طرح عبره أسئلة مهمة على آلاف الأشخاص الذين يقطنون في ثماني دول عربية تمتد من المملكة المغربية حتى المملكة العربية السعودية. وهو يفنّد هنا الأنماط الشائعة لدى الغرب عامة عن العرب. اعتمد الكاتب زغبي على خبرة أربعين عاماً ليسلط الضوء على الافتراضات والادعاءات المتحيزة التي تحول دون فهم هذه المنطقة المهمة من العالم. ويزودنا زغبي بنظرة ناقدة نحو الأساطير التي حيكت حول العالم العربي، والناجمة عن إساءة فهمه. إن هذه النظرة الشاملة العميقة، لحياة العرب المعاصرة، تساعد على فهم العلاقة العربية -الأمريكية، بوضوح تام، ربما للمرة الأول.

## محتوى الكتاب
- تصدير
- المقدمة
الجزء الأول: القدرة على الاستماع إلى المشاكل
(1) الحادي عشر من سبتمبر: اليوم الذي لم يغير كل شيء
(2) قدرة الشرق على الاستماع إلى الآخر
(3) حروب المعرفة
(4) اللورد بلفور في الماضي والحاضر
الجزء الثاني: ما وراء الأساطير الخارقة من العرب وماذا يريدون؟
(5) الأسطورة الخارقة الأولى: كلهم متشابهون
(6) الأسطورة الخارقة الثانية: لا يوجد ما يعرف بالعالم العربي
(7) الأسطورة الخارقة الثالثة: العربي الغاضب
(8) الأسطورة الخارقة الرابعة: هل يرى العرب العالم من خلال عدسة الإسلام فقط؟
(9) الأسطورة الخارقة الخامسة: رفض التغيير أو أسطورة الجمل الذي تجمد في مكانه.
الجزء الثالث: الأصوات العربية، ما أهميتها؟ الأخطاء والإخفاقات
(10) العراق: تاريخ قاطع كالسيف
(11) لبنان: نصف الحكاية
(12) المملكة العربية السعودية: إصلاحهم وليس إصلاحنا
(13) فلسطين: جرح في القلب
(14) العرب الأمريكيون: جسر لردم الهوة
الجزء الرابع: تصحيح الأوضاع
(15) دور الحكومة
(16) ماذا يمكننا أن نفعل؟
الخاتمة
- الربيع العربي
- ملحق: المصادر
- شكر وعرفان 

## مقتطفات من الكتاب
ظهرت حشود الجماهير التي تجمّعت في ميدان التحرير. لقد تجاوز الصدع الذي فصل المشهدين حدود شاشة التلفاز. حاول مبارك أن يستغل جميع الأوراق الممكنة أمام جمهور من المؤيدين المزعومين، فتحدث بلهجة الأب العطوف والوطني المخلص الكاره للتدخل الأجنبي في شؤون بلده، والمصلح الاجتماعي، وغير ذلك من الأدوار باستثناء ذلك الدور الذي مثل جل اهتمام الجماهير المحتشدة في ميدان التحرير. لم ينجح مبارك في أداء الدور المزعوم، بل على النقيض، هيّجت لهجته هذه الجماهير التي استشاطت غضباً وعمّقت عزمها وتصميمها على مواصلة ما بدأته. اختار مبارك أن يقف في وجه سلطة الشعب التي لا يمكن مقاومتها، فرفض التنحي. ولكن؛ في نهاية المطاف، انتصرت سلطة الشعب. رفض المحتجون المحتشدون التماس مبارك وعدّوه "أقل من المتوقع" ومتأخراً جدأ، فوسّعوا نطاق مسيراتهم الاحتجاجية لتتجاوز حدود ميدان التحرير. تنحى مبارك في اليوم التالي، مما دفع بالجماهير إلى السعي وراء تحقيق المزيد من التغيير. لم تكن تلك نهاية الأمر، بل كانت بداية عملية لم تَبْدُ نتائجها واضحة."

## نقد وتعليقات
نشر موقع الجزيرة نت في 30 أبريل 2012: «في محور هل العرب مختلفون جدّا إلى درجة أنهم لا يشكلون عالما على الإطلاق؟ تكشف استطلاعات الرأي مرة أخرى العكس تماما»، ويتابع الموقع: «وحول كراهية العرب للقيم الغربية وطرق الحياة في بلدان الغرب، التي تنبني عليها الثقافة الغربية، تظهر الاستطلاعات أيضا العكس تماما، ذلك أن العرب معجبون بالشعب الأميركي ويحترمون التعليم والتقدم التكنولوجي»، ويواصل قائلاً: «وفي ما يتعلق بالفكرة السائدة في الغرب عن أن التعصب الديني هو الذي يحرك العرب أظهر الاستطلاع أن العرب على غرار كثيرين في الغرب، هم» أناس مؤمنون«، وقيمهم تؤثر فيهم إلى حد كبير، غير أن نسبة ارتياد المساجد عبر الشرق الأوسط تعادل نسبة ارتياد الكنيسة في الولايات المتحدة تقريبا»، ويختم الموقع مقالته: «الإصلاح الذي يريده العرب وفقا للبيانات يكون منبثقا من الداخل وليس الإصلاح الخارجي. فأولويات العرب الداخلية هي: وظائف أحسن، ورعاية صحية أفضل، وفرص تعليمية أوسع. كما تُظهر خلاصة الاستطلاعات أن معظم العرب لا يريدون التدخل في شؤونهم الداخلية، ولكنهم سيرحبون بمساعدة الغرب لمجتمعاتهم لامتلاك القدرة على توفير الخدمات وتحسين جودة حياتهم.»
جاء في موقع «كتاب بديا»: «الكتاب بشكل عام موجه للأمريكيين، في محاولة لإطلاعهم وتوعيتهم بحقيقة العالم العربي، وأوضاع العرب، والأمريكيين العرب، عبر الإحصائيات والأرقام التي تخرجها المؤسسات الرسمية العربية والأمريكية الخاصة بالاستطلاعات والرأي العام. يبدأ المؤلف في الجزء الأول من الكتاب باستعراض الظلم الذي وقع على العرب داخل الولايات المتحدة، ويعرض هذا الفصل حقائق وقصص مثبتة ملموسة لسياسات أمريكا تجاه العرب، ثم في الجزء الثاني يستعرض عدة دول عربية: لبنان، السعودية، فلسطين وغيرها. كذلك يتطرق الكاتب للحديث عن دور الحكومة، ودور الأمريكيين العرب. الكتاب في المجمل يحمل وجهة النظر العربية ولذلك جاء العنوان بهذا الشكل.»
كتب جمال المجايدة على موقع الصحيفة الإماراتية «دنيا الوطن» في 6 مايو 2012: «خلافاً للعديد من الكتب أو المقالات الأخرى التي كتبت حول هذه المنطقة فإن كتاب» أصوات عربية«ليس إعادة سرد للتاريخ، ولا مجموعة من القصص الشخصية. صحيح أن هذه المقاربات يمكن أن تكون مفيدة، وهناك أمثلة ممتازة ساهمت مساهمة حقيقية في فهمنا على نحو أفضل لدى الآخر؛ ولكنها قد تكون في الوقت نفسه عرضة للانحياز أو ما يسميه زغبي» العلم السيئ«- كما هو في حالة الكُتاب الذين يجنحون إلى رفع ملاحظة أو حوار عارض إلى مستوى الاستنتاج أو الخلاصة العامة القابلة للتعميم.»
نشر موقع "مصر اليوم" في أكتوبر 2014: "يقول المؤلف: "إن الكتاب يتناول القاهرة على سبيل المثال باعتبارها من أكثر المدن حيوية من بين جميع المدن التي قام بزيارتها في كل بقاع العالم، وإن ما يميزها من حركة محمومة وجلبة مستمرة، لدرجة أنه إذا ألقي بي فجأة معصوب العينين وسط مدينة القاهرة فإن ضجيج المدينة سيكشف عن هويتها بلا شك قبل أن يرتد إلي بصري"، وتابع: "تلك المدينة التي يستخدم فيها أصحابها مركباتهم باستخدامهم الأبواق عوضا عن استخدام دواسة الوقود."

## وصلات خارجية
https://www.goodreads.com/book/show/22594216?rating=5 أصوات عربية.. ما تقوله لنا، ولماذا هو مهم 
https://www.alwatanvoice.com/arabic/news/2012/05/06/275963.html أصوات عربية.. ما تقوله لنا، ولماذا هو مهم